# Pałac Raczyńskich w Warszawie

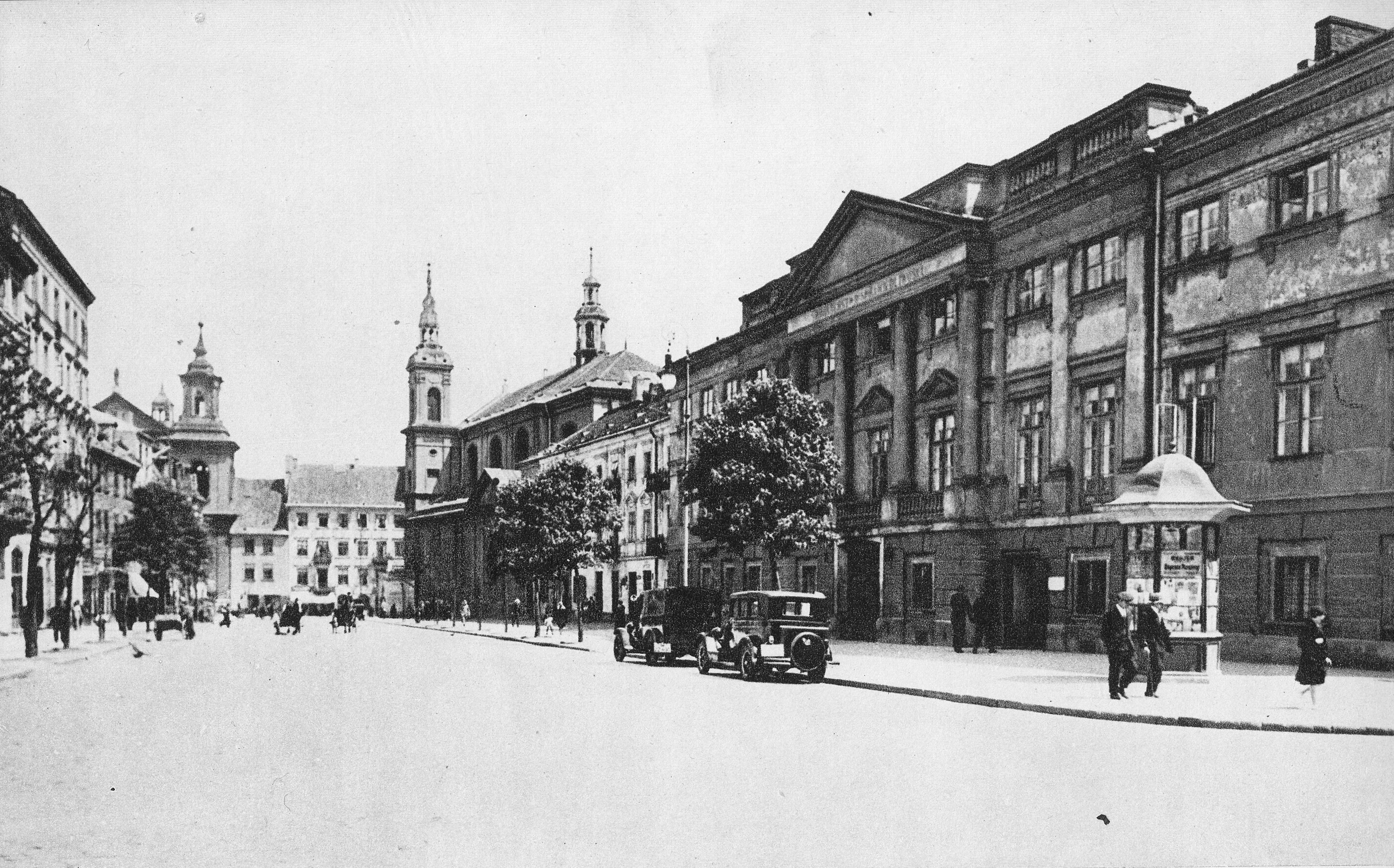
Pałac Raczyńskich (po prawej) w perspektywie ulicy Długiej przed II wojną światową

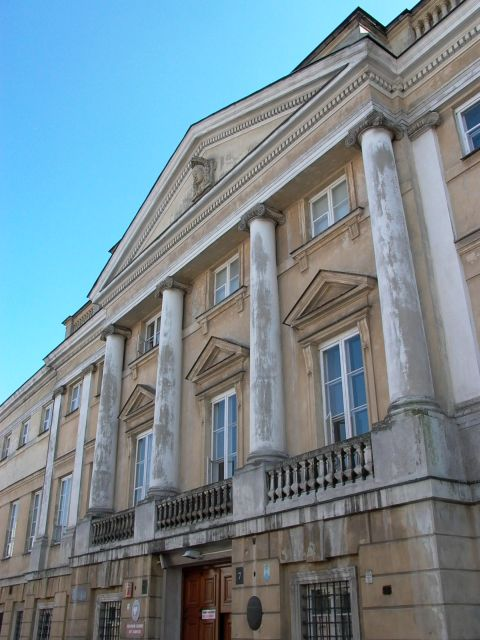
Fronton z widoczną głową Temidy w tympanonie

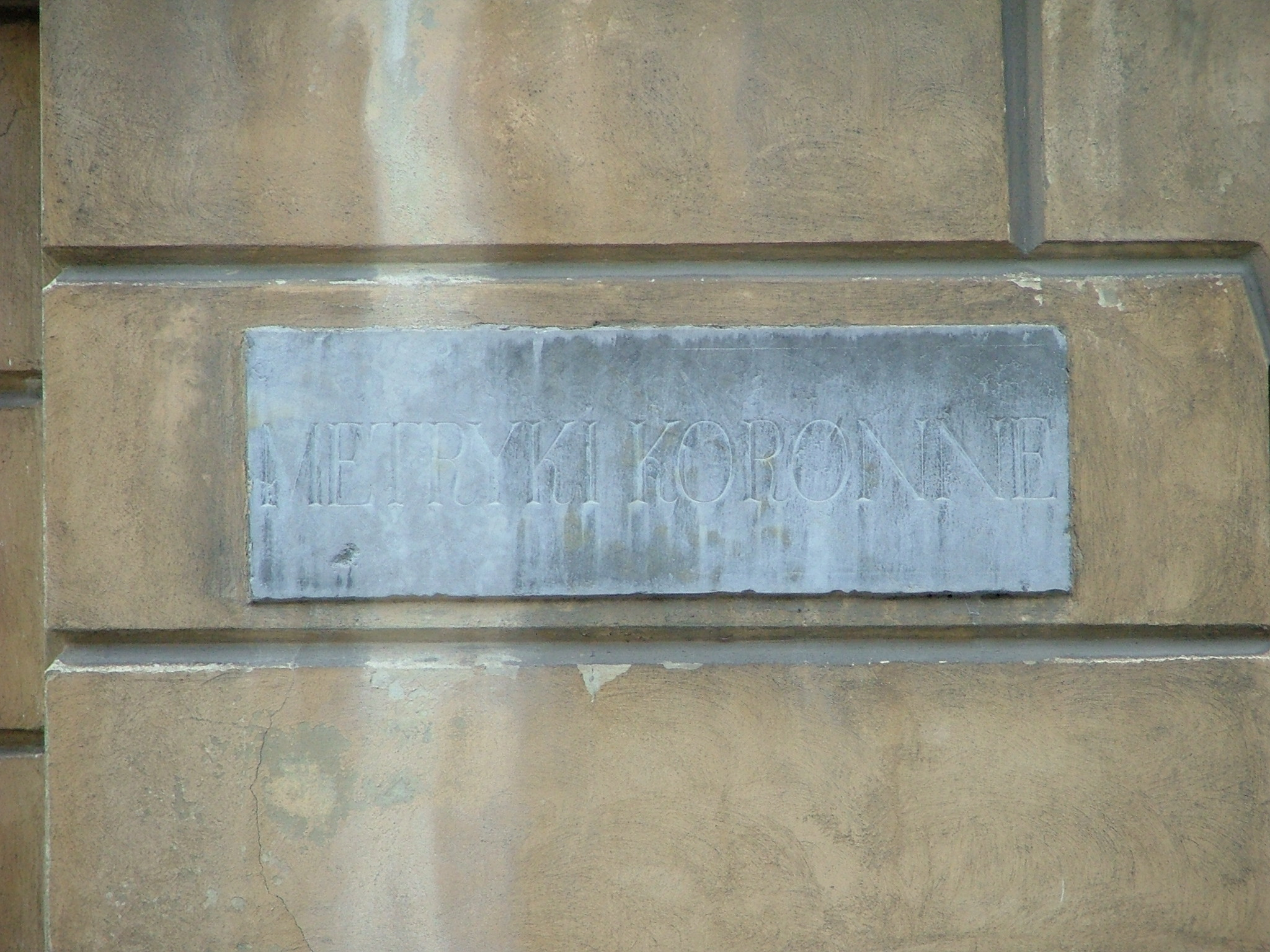
Marmurowa tablica z napisem Metryki Koronne pochodząca z Zamku Królewskiego

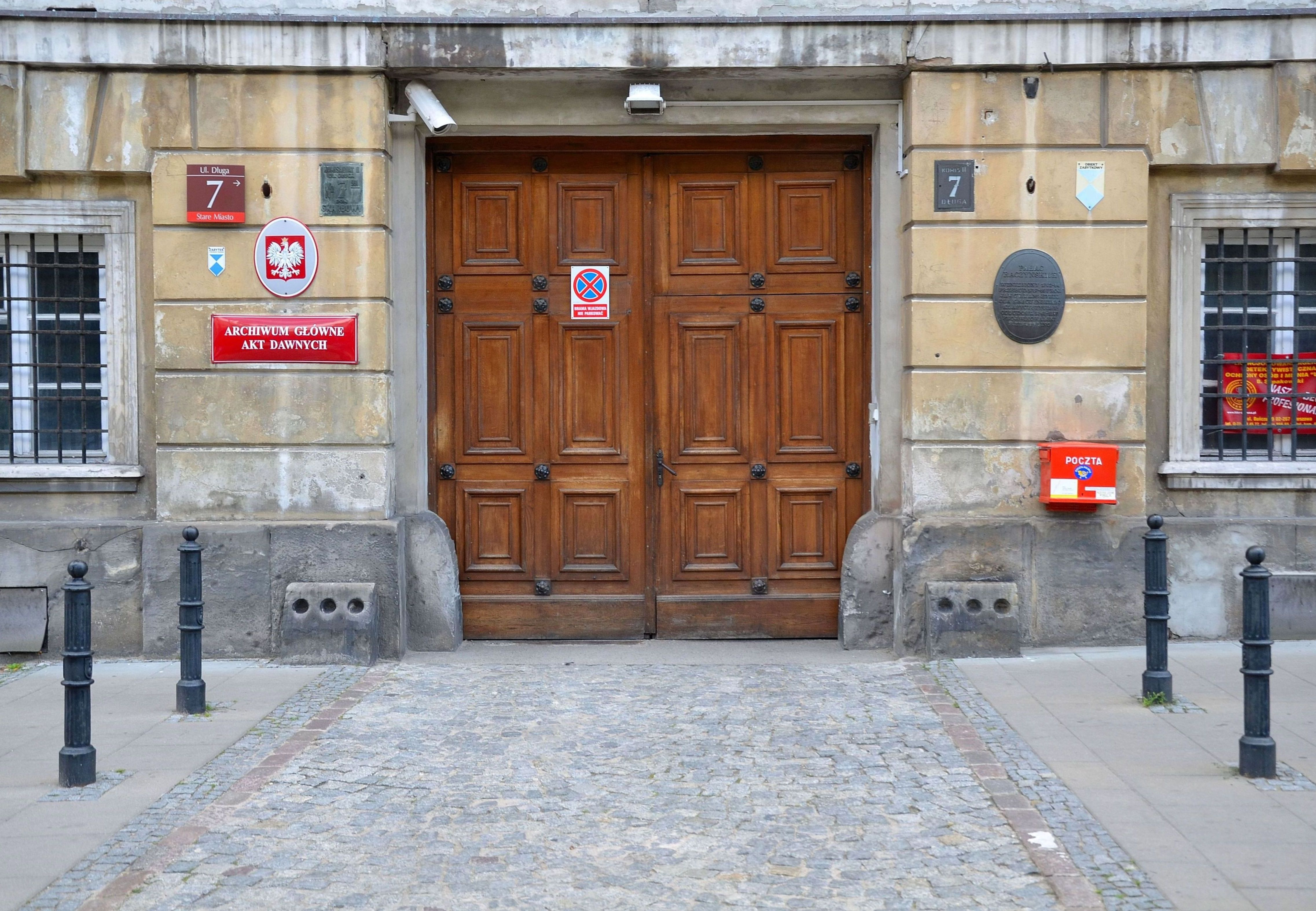
XVIII-wieczne gaśniki na pochodnie przy wejściu do pałacu

Pałac Raczyńskich – pałac znajdujący się na Nowym Mieście w Warszawie przy ul. Długiej 7, położony pomiędzy ulicami: Długą, Kilińskiego, Podwale oraz budynkami dawnego klasztoru paulinów. Siedziba Archiwum Głównego Akt Dawnych.

## Historia

### Do 1939
Na początku XVIII wieku znajdował się w tym miejscu inny murowany budynek, najprawdopodobniej wzniesiony według projektu Tylmana z Gameren, należący do członka Rady Miejskiej Jakuba Schulzendorffa. Był to 3-kondygnacyjny, 13-osiowy gmach z przyściennym portykiem kolumnowym.
Budowla została w 1717 roku zakupiona przez biskupa kujawskiego Konstantego Felicjana Szaniawskiego, który przebudował ją na pałac barokowy. Kolejnym właścicielem został w 1721 roku Jan Szembek, po jego śmierci wdowa Ewa z Leszczyńskich, a od 1762 roku Stanisław Mycielski. Około 1775 roku fasadę nieruchomości namalował Bernardo Bellotto na weducie przedstawiającej widok ulicy Długiej.
W 1786 roku właścicielem pałacu został generał Filip Raczyński, który w 1787 roku przekazał go swojemu teściowi – staroście wielkopolskiemu Kazimierzowi Raczyńskiemu. W tym samym roku rozpoczął on przebudowę gmachu w stylu klasycystycznym według projektu przypuszczalnie Jana Chrystiana Kamsetzera lub Stanisława Zawadzkiego. Oś środkową pałacu architekt zaakcentował przyściennym portykiem kolumnowym, umieszczonym na drugiej i trzeciej kondygnacji i zwieńczonym trójkątnym szczytem. Najbardziej reprezentacyjnym pomieszczeniem stała się Sala Balowa, zajmująca dwa piętra. Była ona uznawana za jedną z najpiękniejszych w mieście. Oprócz licznych płaskorzeźb i sztukaterii ozdobiono ją także kopiami czterech obrazów zamówionych w 1766 roku przez Stanisława Augusta Poniatowskiego uosabiających Zgodę, Sprawiedliwość, Współzawodnictwo i Wspaniałomyślność. Prace zakończono najprawdopodobniej w 1789 roku, kiedy to m.in. pałac korytarzem na pierwszym piętrze połączono z lożą właścicieli w kościele św. Ducha.
Niepopularnemu Kazimierzowi Raczyńskiemu, uważanemu za osobę przekupną, intryganta i agenta Cesarstwa Rosyjskiego, udało się nad ranem 17 kwietnia 1794 roku – w dniu wybuchu insurekcji warszawskiej – uciec z miasta. W czerwcu 1794 roku w opuszczonym przez Raczyńskich pałacu zainstalowała się Rada Najwyższa Narodowa, najwyższy organ władzy cywilnej podczas insurekcji kościuszkowskiej.
W 1806 roku, po wejściu wojsk francuskich do Warszawy, urządzono w nim kwatery dla francuskich oficerów. Zatrzymali się tutaj m.in. Louis Nicolas Davout, Joachim Murat, i Jean Lannes. W 1810 roku w drodze działów majątkowych pałac przeszedł na własność na Atanazego Raczyńskiego, ordynata obrzyckiego, syna nieżyjącego już wówczas właściciela Filipa Raczyńskiego.  W 1827 roku sprzedał on pałac rządowi Królestwa Polskiego. 
Od 1828 roku budynek stał się siedzibą Komisji Rządowej Sprawiedliwości. Podczas przeprowadzonego remontu m.in. dla bezpieczeństwa archiwów w oknach pomieszczeń znajdujących się na parterze wstawiono kraty. Usunięto też z fasady herb Nałęcz Raczyńskich. W 1853 roku podwyższono do dwóch pięter oficynę wschodnią przylegającą do klasztoru paulinów oraz zastąpiono znajdujące się od strony ulic Wąskiej (obecnie Kilińskiego) i Podwala oficyny drewniane murowanymi. Prace wykonano według projektu Alfonsa Kropiwnickiego.
W 1876 roku w lewym skrzydle pałacu ulokowano biura i sale rozpraw Sądu Handlowego, a na pierwszym piętrze apartamenty członków władz Izby Sądowej. Około 1880 roku obniżono dach.
Podczas I wojny światowej okupujący od 1915 roku Warszawę Niemcy zarekwirowali wszystkie znajdujące się w gmachu elementy mosiężne, łącznie z klamkami od drzwi.
W 1919 roku pałac przeznaczono na siedzibę Ministerstwa Sprawiedliwości. Gmach był remontowany etapami w latach 1922, 1927 i 1930–1936 według projektu Mariana Lalewicza. Podczas ostatniego remontu w tympanonie umieszczono jeden z symboli praworządności – głowę Temidy z zawiązanymi przepaską oczami dłuta Mieczysława Lubelskiego.

### II wojna światowa
Podczas okupacji pałac był siedzibą sądu niemieckiego dla okupowanych ziem polskich (Deutsches Obergericht). Sąd niemiecki rozpatrywał sprawy, w których oskarżonymi byli Niemcy lub volksdeutsche, a także zajmował się przestępstwami przeciwko przepisom władz okupacyjnych.
24 stycznia 1944 roku pod murem pałacu (od strony ulicy Kilińskiego) rozstrzelano 50 mężczyzn przywiezionych z Pawiaka. Była to jedna z egzekucji ulicznych dokonanych w okresie rządów Franza Kutschery.
W pierwszych dniach powstania warszawskiego w gmachu pałacu formował się Batalion „Wigry II”. Od 4 sierpnia 1944 roku zaczęto tworzyć tutaj Centralny Powstańczy Szpital Chirurgiczny nr 1. W dniach 12 i 13 sierpnia do gmachu częściowo ewakuowano znajdujący się pod ostrzałem artylerii szpital Św. Jana Bożego, a 14 sierpnia – część rannych z podpalonego szpitala przy ul. Barokowej 5. Placówka na Długiej 7 była największym szpitalem powstańczym w obrębie Starego i Nowego Miasta.
Od 13 do 26 sierpnia w pałacu mieściła się Komenda Główna AK, która przeniosła się tutaj z gmachu szkoły powszechnej przy ul. Barokowej.
13 sierpnia wszystkie piętra oraz piwnice pałacu wypełniły się rannymi w eksplozji czołgu-pułapki przy ulicy Kilińskiego. Poważnie uszkodziła ona prawą oficynę pałacu. Na skwerze przed budynkiem, od strony Kilińskiego, wykopano ok. 10 grobów, do których złożono ponad 150 ciał zabitych. Zostali oni ekshumowani w kwietniu 1945.
W nocy z 1 na 2 września grupa ok. 60 lżej rannych żołnierzy, a także lekarzy i sanitariuszek ewakuowała się ze Starego Miasta włazem na placu Krasińskich.
W godzinach rannych 2 września 1944, po opuszczeniu Starego Miasta przez siły powstańcze, Niemcy i Ukraińcy zajęli szpital. Kilka godzin później, ok. godz. 14.00, wymordowali większość przebywających w nim rannych.
Zastrzelono wszystkich znajdujących się na parterze oraz na pierwszym i drugim piętrze budynku. Ocalało kilkudziesięciu rannych znajdujących się w piwnicach, pomimo tego, że Niemcy wrzucili do środka oblane benzyną i podpalone koce. 4 i 5 września 1944 roku ok. 50 pozostających przy życiu Polaków uratowała ekipa PCK z kościoła karmelitów.
Dokładna liczba ofiar zbrodni dokonanej 2 września w pałacu Raczyńskich nie jest znana. Wiadomo, że tego dnia w szpitalu przebywało ok. 450 rannych. Liczba ludzkich szczątków – w celu uniknięcia epidemii ciała pomordowanych zostały później przez Niemców oblane benzyną i spalone – została w kwietniu 1945 roku oszacowana przez PCK na ok. 200. Ponadto kilkudziesięciu lżej rannych, którzy wraz z personelem medycznym 2 września przed południem otrzymali rozkaz opuszczenia budynku, zostało zamordowanych na ulicy Podwale (większość z nich zastrzelono w międzymurzu staromiejskich murów obronnych).

### Po 1945
Mury pałacu w większości przetrwały, chociaż budynek był wypalony. Zawalił się dach, zniszczony został także narożnik gmachu od strony ulic Podwale i Kilińskiego. W całości ocalały piwnice.  Zniszczenia budynku szacowano na ok. 65%.
Pałac został odbudowany w latach 1948–1950 według projektu architektów Władysława Kowalskiego i Borysa Zinserlinga w stylu klasycystycznym. Nie wprowadzono żadnych większych zmian w wyglądzie zewnętrznym korpusu głównego, pozostawiono m.in. głowę Temidy w tympanonie. Odbudowaną oficynę od strony ulicy Podwale obniżono o jedno piętro, równając ją z wysokością sąsiadującej zabudowy. Reprezentacyjna Sala Balowa została odrestaurowana w latach 1972–1976.
W pomieszczeniach drugiego piętra pod koniec 1949 ulokowano biura Ministerstwa Górnictwa, a w kolejnych miesiącach na parterze i pierwszym piętrze – Ministerstwa Oświaty. Pod koniec 1951 do gmachu zaczęto przenosić z pałacu Pod Blachą w Warszawie zbiory Archiwum Główne Akt Dawnych (AGAD). Ta instytucja użytkuje pałac do dziś.
W 1965 roku pałac został wpisany do rejestru zabytków.

## Upamiętnienia
W latach 50. na budynku umieszczono dwie tablice pamiątkowe Tchorka. Pierwsza, znajdująca się od strony ul. Kilińskiego, upamiętnia 50 ofiar egzekucji ulicznej ze stycznia 1944 roku, druga − od strony ulicy Długiej − ok. 430 zamordowanych w szpitalu powstańczym we wrześniu 1944 roku.
Na początku lat 60. na fasadzie pałacu, przy wejściu głównym, umieszczono marmurową tablicę z napisem Metryki Koronne, odnalezioną w ruinach przedwojennej siedziby AGAD przy ul. Długiej 24, a pochodzącą pierwotnie z Zamku Królewskiego. W 2015 po lewej stronie głównego wejścia wmurowano tablicę upamiętniającą Wacława Karłowicza.
Południowa oficyna pałacu posiada oddzielny adres – ul. Podwale 23. Na fasadzie budynku znajdują się dwie tablice upamiętniające: Batalion „Wigry” (odsłonięta w 1995) oraz Orlęta (od strony ulicy Kilińskiego, 1999).

## Inne informacje
- Przy wejściu głównym do pałacu znajduje się para trzykomorowych XVIII-wiecznych gaśników na pochodnie. Zostały one przeniesione tutaj – na swoje pierwotne miejsce – z podwórza podczas remontu gmachu przeprowadzonego w latach 1930–1936[30].